# پیر دوشی
پیر دوشی مربوط به هزاره اول قبل از میلاد است و در شهرستان هشترود، بخش مرکزی، روستای باشماق واقع شده و این اثر در تاریخ ۱۸ خرداد ۱۳۸۴ با شمارهٔ ثبت ۱۱۸۹۵ به‌عنوان یکی از آثار ملی ایران به ثبت رسیده است.